# René Thomas
René Thomas (n. 20 august 1865, Breux, Haute-Normandie, Franța – d. 20 iulie 1925) a fost un trăgător de tir ce a reprezentat Franța, medaliat olimpic. A participat la o ediție a Jocurilor Olimpice (1900) în care a câștigat o medalie de bronz.

## Participări
Lista de mai jos prezintă principalele competiții la care a participat René Thomas de-a lungul carierei.
- shooting at the 1900 Summer Olympics – men's 300 metre free rifle, team[*]